# Ральф фон Оріола
Граф Ральф Георг Едгар Йоахім Еддо Лобо да Сільвейра фон Оріола (нім. Ralph Georg Edgar Joachim Eddo Lobo da Silveira Graf von Oriola; 9 серпня 1895 — 28 квітня 1970) — німецький воєначальник, генерал-лейтенант вермахту. Кавалер Лицарського хреста Залізного хреста.

## Біографія
Виходець із знатного прусського роду португальського походження. Учасник Першої світової війни. Після демобілізації армії залишений у рейхсвері. З 1 жовтня 1934 року — командир 3-го дивізіону 18-го артилерійського полку 18-ї піхотної дивізії. З 1 вересня 1939 року — командир 252-го артилерійського полку 252-ї піхотної дивізії. З 20 лютого 1942 року — 7-й артилерійський командир. З 17 лютого 1943 року — командир 72-ї, з 3 травня 1943 по 15 січня 1944 і з 13 березня по 28 червня 1944 року — 299-ї піхотної дивізії. З 12 лютого 1945 року — командир 13-го армійського корпусу. 31 березня взятий в полон американськими військами і переданий британцям. Утримувався в різних таборах військовополонених. 17 травня 1948 року звільнений.

## Звання
- Фанен-юнкер (5 березня 1914)
- Лейтенант (2 листопада 1914)
- Обер-лейтенант (20 червня 1918)
- Гауптман (1 липня 1927)
- Майор (1 жовтня 1934)
- Оберст-лейтенант (1 серпня 1937)
- Оберст (1 червня 1940)
- Генерал-майор (1 травня 1943)
- Генерал-лейтенант (1 листопада 1943)

## Нагороди
- Залізний хрест 2-го і 1-го класу
- Нагрудний знак «За поранення» в чорному
- Почесний хрест ветерана війни з мечами
- Медаль «За вислугу років у Вермахті» 4-го, 3-го, 2-го і 1-го класу (25 років)
- Застібка до Залізного хреста
  - 2-го класу (16 жовтня 1939)
  - 1-го класу (21 червня 1940)
- Штурмовий піхотний знак в сріблі (21 листопада 1941)
- Німецький хрест в золоті (26 листопада 1944)
- Медаль «За зимову кампанію на Сході 1941/42» (1 вересня 1942)
- Лицарський хрест Залізного хреста (23 грудня 1943)
- Відзначений у Вермахтберіхт (28 грудня 1943)